# Köztársasági Őrezred
A Köztársasági Őrezred (ismert még mint Kormányőrség, vagy röviden Őrezred) egy magyarországi állami szervezet volt, mely fő feladataként védte a hazai és külföldi védett vezetőket, őrizte a kormányzati szempontból kiemelt jelentőségű objektumokat, valamint biztosította a hazai és nemzetközi állami rendezvényeket.
A közel 1200 fős Köztársasági Őrezred különálló szervként 2012. július 1-jével szűnt meg, állománya és feladatkörei a Készenléti Rendőrséghez (KR) kerültek át.
A Köztársasági Őrezred a Rendőrséghez tartozó, az Országos Rendőr-főkapitányság főigazgatósági jogállású szervezeti egysége, önálló gazdálkodású költségvetési szerv volt. A testület parancsnoka jogállását tekintve az országos rendőrfőkapitány egyik helyettese is volt egy személyben, személyének kinevezése nem az országos főkapitány, hanem a miniszterelnök hatásköre volt, az igazságügyi és rendészeti miniszter javaslatára.

## Megszűnése
2010 júniusában a Köztársasági Őrezredet az évtizedekig használatában lévő Honvéd utcai műemlék épületből több objektumba költöztették szét, nagy része a Készenléti Rendőrséggel közös, Kerepesi úti laktanyába került. A Honvéd utcai objektumot a Honvédelmi Minisztérium vette át. Az Őrezredről leválasztották az kormányfő és a köztársasági elnök védelmét – ezeket az újonnan megalakuló  Belügyminisztérium Terrorelhárítási Központ vette át –, a megmaradó szervezeti egységeket pedig már akkor a Készenléti Rendőrségbe tervezték beolvasztani.
A második Orbán-kormány 2010. november 10-i ülésén született döntés alapján a Magyar Honvédség fogja adni a 2000. január 1-jétől, azaz a Parlamentbe szállítás óta a kormányőrség által őrzött Szent Korona és koronázási jelvények díszőrségét, valamint fogja végezni a Köztársasági Elnöki Hivatal székhelyét képező Sándor-palotánál a díszelgést.

## Tevékenysége
Az Őrezred fő feladatai közé a védett személyek és kijelölt létesítmények védelme tartozott (személyvédelem és objektumvédelem). Alapfeladatain túl az Őrezred üzemeltetett egy 143 férőhelyes munkásszállást (Lendvay úti szálló), valamint egy orvosi és egy fogorvosi rendelőt. Önálló vállalkozási tevékenységet nem végzett, szabad kapacitásai terhére, valamint a bevételek növelése érdekében a következő szolgáltatási tevékenységekkel is foglalkozott:
- gépkocsikölcsönzés,
- biztonságtechnikai eszközök kölcsönzése,
- személyszállítás,
- biztonsági szolgáltatások (személyvédelem, tűzszerészeti átvizsgálás),
- szállodai szolgáltatás étteremmel,
- egyéb nyomdai szolgáltatások (rendezvényekre beléptető kártyák készítése).

## Jogi háttér
A Köztársasági Őrezred szakmai feladatait elsősorban a következő jogszabályok határozták meg:
- A Rendőrségről szóló 1994. évi XXXIV. törvény
- A védett személyek és kijelölt létesítmények védelméről szóló 160/1996 (XI. 5.) kormányrendelet.

## Parancsnokai
A Köztársasági Őrezred és jogelődje, a BM Kormányőrség parancsnokai:
- †Sebestyén Ferenc r. altábornagy (1958. június 14. – 1989. március 31.)
- Pénzes Zoltán r. ezredes (mb. parancsnok, 1989. április 1. – 1989. április 30.)
- Récsey Róbert r. vezérőrnagy (1989. május 1. – 1990. szeptember 30.)
- dr. Kiss Dezső r. ezredes (1990. október 1. – 1991. március 12.)
- dr. Sabjanics István r. dandártábornok (1991. szeptember 1. – 1994. július 15.)
- Fodor György r. ezredes (mb. parancsnok, 1994. július 16. – 1994. július 31.)
- Berkesi Ferenc r. vezérőrnagy (1994. augusztus 1. – 1998. július 9.)
- Szabó Ferenc r. dandártábornok (mb. parancsnok, 1998. július 10. – 1998. november 15.)
- Gémesi István r. dandártábornok (1998. november 16. – 2002. május 26.)
- Szabó Ferenc r. dandártábornok (2005. október 23-tól vezérőrnagy) (2002. május 27. – 2007. október 31.)
- Dr. Dobozi József r. dandártábornok (2009. március 15-től vezérőrnagy) (2007. november 1. – 2012. június 30.)